# Boris Groys
 (août 2021).
Si vous disposez d'ouvrages ou d'articles de référence ou si vous connaissez des sites web de qualité traitant du thème abordé ici, merci de compléter l'article en donnant les références utiles à sa vérifiabilité et en les liant à la section « Notes et références ».
Boris Groys (né en 1947) est un penseur et écrivain allemand qui a vécu en Russie jusqu’au début des années 1980. Il a enseigné à la Staatliche Hochschule für Gestaltung de Karlsruhe. Ses travaux d'abord axés sur les  avant-gardes russes et les différents mouvements artistiques successifs du vingtième siècle s'élargissent à une réflexion sur l'art contemporain, la légitimité des œuvres dans l'espace public et l'analyse des nouveaux médias. Son œuvre entretient un dialogue avec les textes de plusieurs philosophes modernes et contemporains dont Derrida, Baudrillard, Gilles Deleuze et Walter Benjamin.

## Biographie
Boris Groys est né en 1947 à Berlin (Est). Il étudie la philosophie et la logique  à l’université de Leningrad. Sa carrière commence par un poste d'assistant dans cette ville, puis il enseigne la linguistique à Moscou. Il quitte l’Union soviétique en 1981 pour la République fédérale d’Allemagne. 
Les années 80 sont également une période active de soutien aux activités d'artistes russes, de publication dans les revues clandestines.  Il figure notamment au comité de rédaction de la revue "37".
À partir de 1992, Groys enseigne la philosophie à l’université de Münster où il a obtenu un doctorat en philosophie. Nommé professeur invité à Philadelphie (1988), puis à Los Angeles (1991), il enseigne de 1994 à 2009 l'histoire des avant-gardes et la philosophie à la Staatliche Hochschule für Gestaltung de Karlsruhe. Cette école est dirigée par le philosophe Peter Sloterdijk. 
Il est actuellement professeur au département des études slaves à la New York University.
Les travaux de Groys sur l’art en Russie lui valent une reconnaissance mais aussi de nombreuses critiques. On lui reproche de transformer les avant-gardes en positions avancées du stalinisme et donc de raisonner en termes de continuités, sans mettre en valeur les ruptures provoquées par les mouvements successifs de l'art moderne russe.
En dehors de l’activité strictement philosophique, Boris Groys a contribué à la revue de cinéma Schnitt  et a également été  commissaire pour de nombreuses expositions. Il est lui-même l'auteur d’une installation vidéo The art judgement show et d’un film-essai Thinking in Loop composé de trois textes lus en voix off sur des images tirés de classiques du cinéma non référencés.

## Staline artiste
Les avant-gardes russes étaient impliquées dans les premiers mouvements bolcheviques. Loin d’être progressistes, elles cherchaient à aller plus vite que la modernité en la neutralisant. Les luttes internes pour conquérir le pouvoir ont constitué une source d’inquiétude pour les politiques qui se méfiaient de ces intellectuels. Finalement, le domaine artistique est entré dans le champ politique, c’est-à-dire sous la direction du Parti. Le Réalisme Soviétique n’a fait que réaliser le rêve de ces avant-gardes qui était d’obtenir le pouvoir démiurgique.
Staline et ses compagnons de routes ont ainsi modelé le monde comme ils l’entendaient et réalisé des “miracles au quotidien”, abolissant dès lors la frontière entre la vie et l’art. Toute œuvre autorisée est devenue une réalisation du socialisme. Plus que les peintures de chevalet, le mausolée de Lénine en est la réalisation emblématique. Groys l’assimile à un Ready-made comparable à celui de Marcel Duchamp.
Les artistes de l’après-stalinisme ont dû se positionner face à l’utopie, à la difficulté de s’en affranchir sans retomber dans un schéma de sortie définitive de l’Histoire. 
Les travaux de Kabakov, Komar et Mélamide et les œuvres littéraires de Prigov s’inscrivent dans une démonstration ironique consistant à surjouer le stalinisme en mêlant tous les codes, y compris ceux du kitsch stalinien dont d’autres artistes renient l’existence, pensant avoir atteint l’étape définitive de l’histoire. La démarche de ce “soc-art” est comparable en certains points à celle des artistes postmodernes du pop-art.

## L’économie de la nouveauté
Pour se faire accepter dans les archives culturelles, il s’agissait autrefois de perpétuer la tradition. À partir de l’ère de la reproduction technique - telle que Walter Benjamin l'a décrite, c’est la nouveauté qui conditionne l’admission. Cette admission repose sur la capacité à faire entrer dans le champ de ce qui est digne d’être peint, chanté, écrit ou exposé des éléments jugés comme trop banals, dépourvus de profondeur ou privés de sens. Ainsi l’art brut reconnait une valeur aux peintures réalisées par les aliénés. Des lieux de conservation se créent et de nouvelles hiérarchies se forment. Les musées sont ainsi vus comme des sortes de “banques de valeurs culturelles”.
La question de la valeur de l’œuvre ne peut trouver de réponse que dans l’étude des comparaisons. Comparaisons entre ce qui est déjà dans les archives et ce qui aspire à s’y insérer. 
L’originalité de cette grille de lecture réside dans une distance prise avec les théories du pouvoir prisées par la sociologie, ou encore les approches renvoyant l’œuvre à une dimension occulte, cachée.
Par ailleurs, l’analyse ne dissocie pas l’œuvre de la critique qui l’accompagne puisqu’elle aspire aussi à une reconnaissance et à la conservation.

## L’économie du soupçon
Dans Unter Verdacht, le point de vue est désormais externe. On ne se situe plus à l’intérieur du domaine culturel mais dans l’espace externe, celui des médias qui véhiculent l’archive. On s’interroge avant tout sur la suspicion. Il s’agit d’une étude phénoménologique dans la mesure où le soupçon n’est ni l’objet du soupçon ni le sujet qui se penche sur l’objet : il est un entre-deux à saisir selon le principe de l’épochè husserlienne. Groys prend en compte tous les objets de suspicions, distinguant ceux qui laissent le temps de déployer l’analyse et la recherche de ceux qui nécessitent une réaction rapide devant le danger. L’alien en est l’exemple type.
Pour comprendre le soupçon lié au média, il faut partir de l’origine de ce mot : le médium. Dans la tradition du spiritisme, il s’agit de celui qui « se montre précisément parce qu’il ne se montre pas ». Quelqu’un parle par le biais d’un corps, il est le porteur d’un message. C’est sur ce médium que se focalisent les soupçons parce qu’il est supposé ne pas être le vrai message. Mais c’est aussi ce regard incrédule qui le fait exister. Ainsi le média et son message dépendent de ce regard. La fonction de la critique est donc de renforcer la stabilité et la crédibilité du système archives-médias. C’est pourquoi les contestations circulent aisément et sont précieusement archivées. 

## L'économie de l'auto-design
La réflexion sur l'art contemporain développée dans Art Power et Going Public propose de sortir de la tradition esthétique centrée sur le regard du spectateur. Dans la mesure où les réseaux sociaux numériques permettent à tout un chacun de se créer un avatar autonome (dans l'esprit des avant-gardes du vingtième siècle où l'artiste par décision souveraine devient lui-même l'œuvre), il faut se situer du côté de la production de tous ceux qui accomplissent le vœu de Joseph Beuys « tout le monde est artiste ». Selon Boris Groys, aujourd'hui « on trouve plus de personnes intéressées par la production d'images que dans leur contemplation ». Une sorte de « société du spectacle sans spectateur ». Ce qui implique une réflexion fine sur l'incapacité à englober tout le temps de l'œuvre (les installations vidéos dans les espaces d'expositions) et toutes les productions reproduites à l'infini dans de multiples contextes différents - musées, sites, réseaux sociaux...

## Liste des publications
Œuvres en français
- Staline, œuvre d’art totale, éditions Jacqueline Chambon, 1990
- Du nouveau, essai d’économie culturelle, traduction de Jean Mouchard, éditions Jacqueline Chambon, 1995
- Politique de l’immortalité, quatre entretiens avec Thomas Knoefel, traduction de Olivier Mannoni,Maren Sell Éditeurs, 2005
- Le post-scriptum communiste, traduction de Olivier Mannoni, Maren Sell Éditeurs, 2008
- Portrait de l'artiste en masochiste, traduction de Peter Cockelbergh, les éditions arkhê, 2013
- En public - Poétique de l'auto-design, traduction de Jean-Luc Florin, Presses Universitaires de France, avril 2015

Œuvres en russe
- Dnevnik filosofa (Journal d'un philosophe), Paris 1989
- Utopia i obmen, Moscou, 1993
- Visit (Une visite), Obscuri Viri, Moscou, 1995

Œuvres en allemand
- Gesamtkunstwerk Stalin, Munich 1988
- Die Kunst des Fliehens (avec Ilja Kabakov ), Munich 1991
- Zeitgenössische Kunst aus Moskau - Von der Neo-Avantgarde zum Post-Stalinismus, Munich 1991
- Über das Neue. Versuch einer Kulturökonomie, Munich 1992
- Fluchtpunkt Moskau (Hrsg.), Stuttgart 1994
- Die Erfindung Russlands, Munich 1995
- Die Kunst der Installation (mit Ilja Kabakov), Munich 1996
- Kierkegaard. Schriften (Hrsg.), Munich 1996
- Logik der Sammlung, Munich 1997
- Unter Verdacht. Eine Phänomenologie der Medien, Munich 2000
- Politik der Unsterblichkeit. Vier Gespräche mit Thomas Knöfel, Munich 2002
- Im Namen des Mediums. Audio-CD, Cologne, 2004
- Das kommunistische Postskriptum, Suhrkamp, 2005,
- Die Kunst des Denkens, Hamburg 2008
- Einführung in die Anti-Philosophie, Hanser Verlag, München 2009,  (ISBN 978-3-446-23404-8)
- Die Vernunft an die Macht. Streitgespräch mit Vittorio Hösle, Wien/Berlin 2011.

Œuvres en anglais
- Art Power, The MIT Press, 2008
- The Communist Postscript, Verso, 2010
- Going Public, Sternberg Press, 2010
- The Total Art of Stalinism: Avant-Garde, Aesthetic Dictatorship, and Beyond, Verso, 2011
- Introduction to Antiphilosophy, Verso, 2012
- On the New, Verso, 2014
- In the Flow, Verso, 2016